# B-kant
Een B-kant is een lied dat op een single staat maar dat niet de eigenlijke hit van de single is. In het vinyltijdperk stond de B-kant dan ook echt op de achterkant van de single. Op cd-singles stond de "B-kant" als tracknummer 2.
Er zijn verschillende typen B-kanten:
- een andere versie van de A-kant, bijvoorbeeld een akoestische of instrumentale versie, of een remix,
- een ander lied van hetzelfde album,
- een lied dat niet op albums is uitgebracht.

Het komt weleens voor, dat de B-kant onbedoeld een hit wordt ten koste van de A-kant. Een voorbeeld hiervan is Spooky's Day-Off van Swinging Soul Machine (A-kant: Nobody Wants You). Soms blijkt een B-kant meer hitpotentie te hebben dan zijn A-kant en komt het nummer alsnog op single uit. De vogeltjesdans van De Electronica's is daarvan een voorbeeld. Verschillende artiesten hebben B-kanten later alsnog op single uitgebracht als A-kant, al dan niet in gewijzigde vorm. Yesterday van The Beatles, Sweetest Thing van U2, Like the Way I Do van Melissa Etheridge en Paninaro (95) van de Pet Shop Boys zijn enkele voorbeelden van B-kanten die later alsnog een hit werden als single.
Sommige artiesten brengen na enkele albums een album uit met B-kanten, zodat men niet alle singles hoeft te kopen. Uit commerciële overwegingen wordt hiermee echter vaak lang gewacht. Een voorbeeld is Complete 'B' Sides van Pixies uit 2001, een band die toen al sinds 1993 uit elkaar was. Wat ook wel voorkomt, is dat alle B-kanten van singles van een bepaald album aan de luxeversie of een nieuwe uitgave van een album worden toegevoegd (een voorbeeld daarvan is All This Bad Blood van Bastille).